# ماریام مکرتچیان

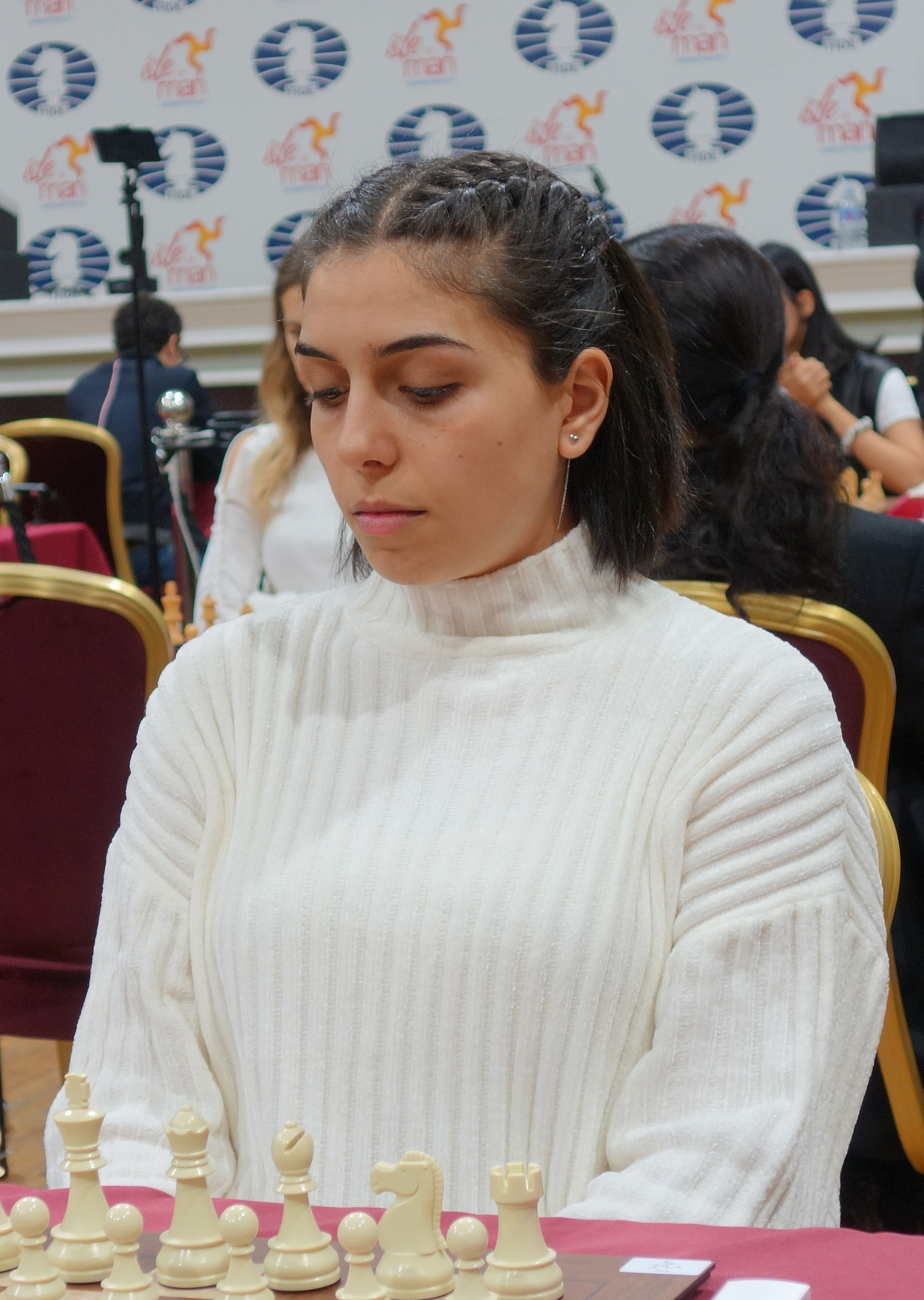

ماریام آرمنی مکرتچیان (ارمنی: Մարիամ Արմենի Մկրտչյանը زاده ۲۷ فوریه ۲۰۰۴ در ایروان) شطرنج‌باز اهل ارمنستان است که در سال ۲۰۲۲ در مسابقات قهرمانی شطرنج نوجوانان جهان (زیر ۱۸ سال) که در مامایا، رومانی برگزار شد در بخش دختران به مقام قهرمانی رسید
| به‌دلیل برخی مشکلات فنی، نمودارها موقتاً قابل مشاهده نیستند. اطلاعات بیشتر پیرامون این مشکل در فابریکاتور و وبگاه مدیاویکی در دسترس است. | |
| | به‌دلیل برخی مشکلات فنی، نمودارها موقتاً قابل مشاهده نیستند. اطلاعات بیشتر پیرامون این مشکل در فابریکاتور و وبگاه مدیاویکی در دسترس است. |